# ヴィ・ヴァトゥ・サケリカ

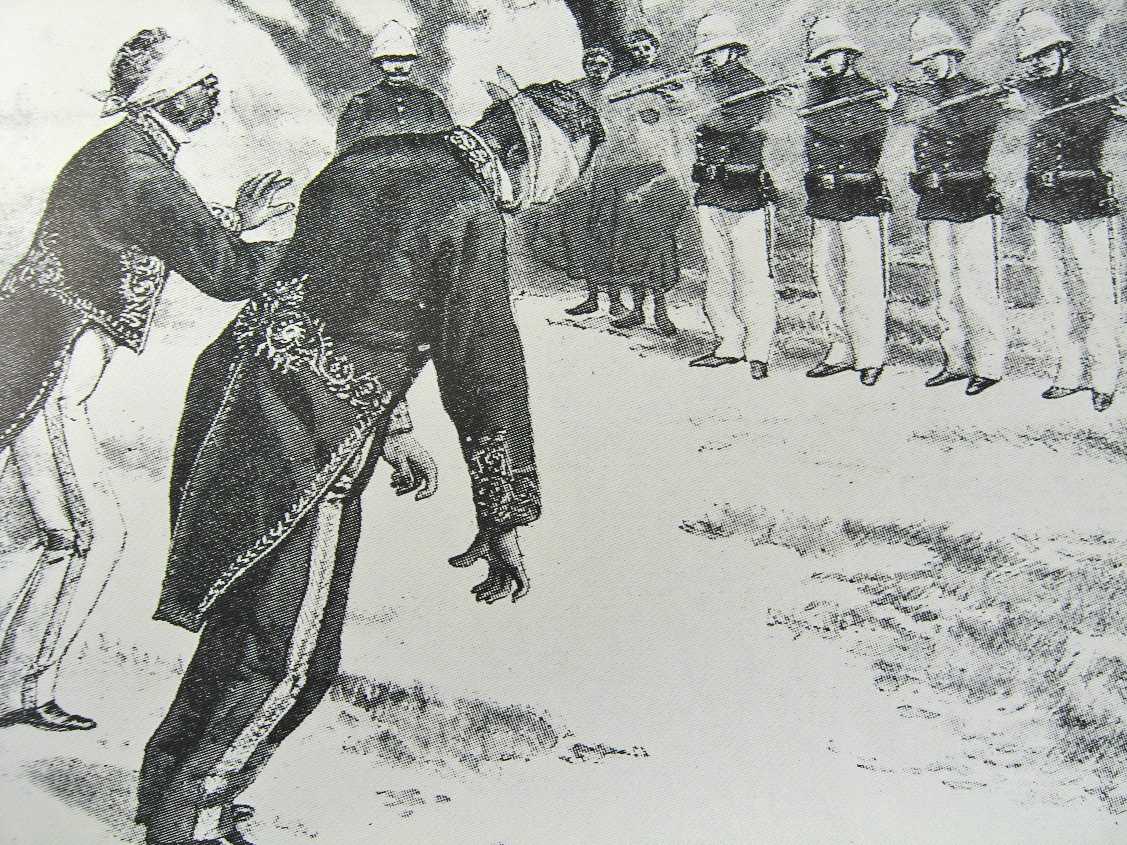
内相ライナンヂアマンパンヂの処刑

ヴィ・ヴァトゥ・サケリカ（ マダガスカル語: Vy Vato Sakelika ）は、1913年にマダガスカルにおいて、フランスの植民地支配への抵抗を鼓舞するために、フヴァというメリナ人エリートらが組織した、秘密結社である。

## 概要
1896年にメリナ王国ないしマダガスカル王国がフランスにより保護領化され独立を失うと、これに対する反乱が自然発生的に起きた。メナランバの乱として知られる反乱である。この反乱の発生に対して、ラナヴァルナ3世女王と、彼女の夫であり宰相でもあったライニライアリヴニ、そしてフヴァ階層からなる宮廷の中心グループに属していた者たちが責任を取らされた。女王と宰相はマダガスカルから追放され、内務大臣であったライナンヂアマンパンヂと女王の伯父であるラツィママンガが公衆の面前で銃殺刑に処せられた。フヴァ・エリートたちは、マダガスカルの支配階層を形成していたところが、この反乱の鎮圧の過程で、その特権と財産を取り上げられることとなった。同種の民衆蜂起は島の各所に飛び火し、メナランバの乱は、植民地支配の最初の10年間続いた。
フヴァ・エリートへの処断及び迫害は、植民地当局に対する、この有力メリナ貴族同士を結び付ける結果を生んだ。民族主義を唱道したプロテスタント牧師ラヴェルザウナは、活動の最初期に、『日本と日本人』と題した一連のパンフレットを書き、その中で明治日本を称揚した。明治維新後の日本は、伝統と近代化を調和させることに成功して強大な西洋列強の一つであったロシア帝国を日露戦争で打ち破ることに成功したと指摘した。このパンフレットは大きな影響力を持ち、出版直後の1913年7月、タナナリヴの医学生七人が、マダガスカルで最初の民族主義組織、ヴィ・ヴァトゥ・サケリカ（ Vy Vato Sakelika ）という秘密結社を結成した。ヴィ・ヴァトゥ・サケリカとは、マダガスカル語で「鉄、石、分枝」の意である。よく、VVSと略記される。組織は瞬く間に多様かつ多くの人々を引き付け、メリナ人のホワイトカラー、店員、小学校教師といった専門職階層の間に広がった。その過程で、かつてのフヴァ・エリートがVVSの中核メンバーであったのは最初のうちだけであった。VVSは、時折自分たちのことを文化的な組織であると紹介していたが、新聞では「先祖の地（タニンヂャザナ tanindrazana ）」の自由と尊厳のために犠牲になるのだと大衆に訴えかけた。
フランスが第一次世界大戦に突入すると、VVSの訴えは、フランスにとって許容できない侮辱であるとみなされるようになった。VVSに対するフランスの態度は1915年に硬化し、国家に対する陰謀の噂が囁かれるようになった。VVSの構成員が何人か逮捕され、強制労働（forced labor）刑を言い渡された。彼らが釈放されたのは1918年になってからであり、免罪されたのは1922年であった。植民地当局はVVSに対して一斉捜査をかけた。逮捕された者のうち何人かは、ヌシ・ラヴァ刑務所へ送られた。ヌシ・ラヴァとはタナナリヴから真西に行ったモザンビーク海峡の洋上にある水の確保すら容易でない小さな島である。公職から追放されたり、重労働刑を言い渡された者もいる。VVSは1916年に非合法化され、VVSのシンパが発行していた新聞は発禁となった。このような当局の荒っぽい対応は、マダガスカル人の民族主義、及び、植民地本国人と平等な権利についておおっぴらに論じることへと必然的につながり、エスニック集団、宗教、国籍に分断されたマダガスカル島全土で民族主義運動が盛んになった。これらの多くは、かつて、マダガスカル人がフランス本国人と平等な権利を持つことを求めて、VVSの先頭に立っていたジャン・ラライムングの下にまとまることとなった。